# 井上康生
井上 康生（いのうえ こうせい、1978年〈昭和53年〉5月15日 - ）は、宮崎県宮崎市出身の日本の柔道家（七段）、柔道指導者。東海大学教授。
妻はタレントの東原亜希。

## 経歴

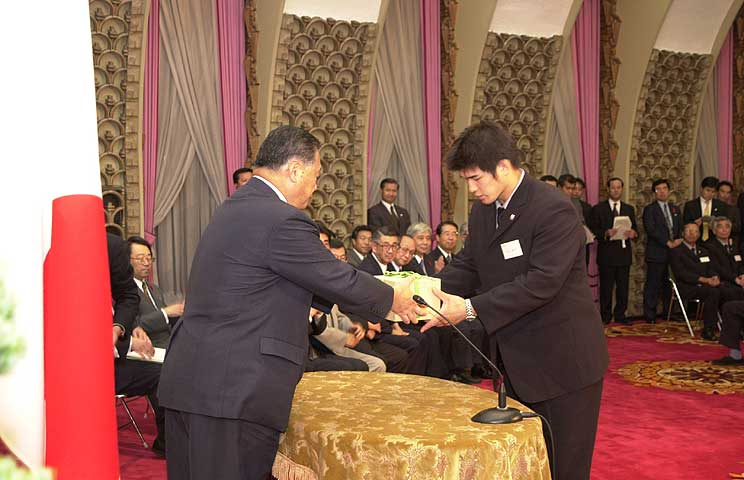
2000年、内閣総理大臣（当時）の森喜朗と

2000年（平成12年）のシドニーオリンピックで金メダルを獲得。2001年（平成13年）の全日本選手権では絶対的エースであった篠原信一を決勝で破り初優勝。その後、大会3連覇を果たす。
2004年（平成16年）のアテネオリンピックでは日本選手団の主将に選ばれた。周囲からはシドニー大会に次ぐ五輪二連覇を期待されたが、準々決勝でオランダのエルコ・ファンデルヘーストに背負投で一本負けを喫した。敗者復活戦に回るも、三回戦でアゼルバイジャンのモブルド・ミラリエフに大内刈を返されて一本負け。五輪二連覇の夢には届かなかった。
2008年（平成20年）4月29日の全日本選手権で高井洋平に内股すかしからの横四方固で一本負け、北京オリンピック100kg超級の代表権を失う。この大会は石井慧が優勝し、北京オリンピック100kg超級日本代表の座には石井が就いた。
同年5月2日、かねてよりその圧倒的なポテンシャルから総合格闘技への転向が期待されていたが、柔道指導者の道を選び現役生活からの引退を表明した。
同月、日本オリンピック委員会（JOC）の2008年度スポーツ指導者海外研修員（長期派遣）に選定され、同年12月から2年間、スコットランドのエディンバラに派遣された。留学先では英語研修と欧州の柔道指導法・柔道事情を研究する。
2003年（平成15年）ごろからフジテレビ系SRSの取材で知り合った東原亜希と交際。2008年（平成20年）1月に東原と結婚。2009年（平成21年）5月8日に第1子（長女）、2010年（平成22年）11月26日に第2子（長男）が誕生した。
2011年（平成23年）1月、スコットランドでの留学を終え帰国。同年3月に綜合警備保障を退職。同年4月より東海大学体育学部武道学科専任講師 兼 東海大学柔道部男子副監督に就任。全日本のコーチとして世界選手権に帯同した。
ロンドン五輪後に篠原信一が惨敗の責任を取って全日本男子監督を辞任した後を受けて、2012年11月に新たに代表監督に就任することになった。
2013年（平成25年）8月には国際柔道連盟の殿堂入りを果たすことになった。
2015年（平成27年）4月に東海大学体育学部准教授に昇格。2019年（平成31年）4月に同教授に昇格。
監督就任後はそれまでの指導方法を見直し、科学的なトレーニングや他国選手の映像分析、他国の格闘技を学ばせるなど様々な改革に着手。2016年（平成28年）8月、監督として初めて挑んだリオデジャネイロオリンピックでは、男子は金メダル2個を含む7階級全てでメダルを獲得し、低迷が続いていた男子柔道を復活に導いた。日本代表男子が全階級でメダルを獲得したのは1964年東京オリンピック以来52年ぶりのことであった。
2021年東京五輪では史上最多5個の金メダルに導き、9月末で2期9年の任期を終えた。
2021年9月、全日本柔道連盟に新設された「ブランディング戦略推進特別委員会」の最高責任者であるチーフストラテジーオフィサーに就任。同年10月、男子担当の強化副委員長に就任。
2024年3月、パリオリンピック日本選手団の副団長に就任。同年9月、男子担当の強化副委員長を退任し、強化委員に就任。
2025年6月、国際柔道連盟の理事・スポーツダイレクター、全日本柔道連盟の常務理事に就任。同年7月、日本オリンピック委員会の常務理事に就任。

## 人物
宮崎県都城市生まれで幼児期まで過ごす。5歳から柔道を始める。出身道場は静充館（宮崎市）。シドニーオリンピック柔道男子100kg級金メダリスト。日本オリンピック委員会・選手強化キャンペーンのシンボルアスリート制度適用選手。身長183cm。体重103kg。血液型はO型。
現役時代は綜合警備保障（ALSOK）に所属。2003年（平成15年）7月から所属先の綜合警備保障のテレビコマーシャルに出演していた。3人兄弟の末っ子で次兄の井上智和は元アジアチャンピオンで1999年（平成11年）嘉納治五郎杯国際柔道大会100kg級優勝者。2023年2月、智和のジャパンエレベーターサービスホールディングスが創設した柔道部の監督に就任に伴い、康生がＧＭを務める。
- 2000年（平成12年）、シドニーオリンピックの男子100kg級で金メダル。前年にクモ膜下出血で急死した母の遺影を持って表彰台に立ち、大きな感動を呼んだ[18]。
  - 当初金メダルを獲った時に「オリンピックでメダルを取ることを一番楽しみにしていたのが母親、表彰台の一番高い位置にその母親の遺影を持って立ちたい」と思っていたが、日本の柔道の関係者から「表彰台には、危険物[注 2]を持っていけないことになっているからダメです」と言われていた。
- 母の死から6年後の2005年（平成17年）6月、実兄（長男）の将明（当時32歳）も母と同じクモ膜下出血で急死した。
- 一本を取って勝つことにこだわった姿勢で知られる。2005年（平成17年）1月の嘉納杯ではリバック（ベラルーシ）との決勝戦序盤で右大胸筋腱断裂という重傷を負いながらも痛みを堪えて試合を続行し、見事一本勝ちを果たして優勝した。
- 妻の亜希との間に双子を含む4人の子供がいる。
- 得意技は、内股。特に、大内刈との組み合わせに至っては、大内刈から内股への連絡技の際に、全く同じフォームから技に入ることが出来る。その他にも大外刈や、重量級では珍しく背負投の名手でもある。

## 出身校
- 宮崎市立大宮小学校卒業
- 宮崎市立大宮中学校卒業
- 東海大学付属相模高等学校卒業（同級生に森野将彦）
- 東海大学体育学部武道学科卒業
- 東海大学大学院体育学研究学科体育学専攻修士課程入学、綜合警備保障入社
- 東海大学大学院文学研究科コミュニケーション学専攻博士課程満期退学

## 主な戦歴
- 1989年（平成元年）小5：第9回全国少年柔道大会 優勝
- 1990年（平成2年）小6：第10回全国少年柔道大会 優勝
- 1990年：第1回マルちゃん杯全日本少年柔道大会（小学生の部）個人 優勝
- 1992年（平成4年）中2：第3回マルちゃん杯全日本選抜少年柔道大会（中学生の部）個人 優勝
- 1993年（平成5年）中3：ジュニア国際柔道大会（イタリア）（83kg超級） 優勝
- 1993年：第4回マルちゃん杯全日本選抜少年柔道大会（中学生の部）個人 優勝
- 1993年：第24回全国中学校柔道大会（78kg超級） 優勝
- 1995年（平成7年）：インターハイ柔道競技（重量級） 優勝
- 1996年（平成8年）11月：全日本ジュニア柔道体重別選手権大会（95kg超級） 優勝
- 1997年（平成9年）6月：全日本学生柔道体重別選手権大会（95kg超級） 優勝
- 1997年12月：講道館杯全日本柔道体重別選手権大会（100kg級） 優勝
- 1998年（平成10年）4月：全日本柔道選手権大会 準優勝
- 1998年6月：全日本学生柔道体重別選手権大会（100kg級） 優勝
- 1998年12月：バンコク・アジア大会柔道競技（100kg級） 優勝
- 1999年（平成11年）1月：嘉納治五郎杯国際柔道大会（100kg級） 3位
- 1999年4月：全日本選抜柔道体重別選手権大会（100kg級） 3位
- 1999年10月：バーミンガム世界柔道選手権大会（100kg級） 優勝 ※初出場初優勝
- 2000年（平成12年）2月：フランス国際柔道大会（100kg級） 優勝
- 2000年4月：全日本選抜柔道体重別選手権大会（100kg級） 優勝
- 2000年9月：シドニーオリンピック（100kg級） 優勝
- 2001年4月：全日本選抜柔道体重別選手権大会（100kg級） 優勝
- 2001年（平成13年）4月：全日本柔道選手権大会 優勝 ※23歳にして男子100kg級の三冠王者となる
- 2001年7月：ミュンヘン世界柔道選手権大会（100kg級） 優勝 ※2連覇達成
- 2002年（平成14年）4月：全日本柔道選手権大会 優勝 ※2連覇達成
- 2002年10月：釜山・アジア大会柔道競技（無差別級） 優勝
- 2003年2月：ドイツ国際柔道大会（100kg級） 優勝
- 2003年（平成15年）4月：全日本選抜柔道体重別選手権大会（100kg級） 準優勝
- 2003年4月：全日本柔道選手権大会 優勝 ※3連覇達成
- 2003年9月:大阪世界柔道選手権大会（100kg級） 優勝 ※3連覇達成
- 2004年（平成16年）4月：全日本選抜柔道体重別選手権大会（100kg級） 優勝
- 2004年4月：全日本柔道選手権大会 準優勝
- 2005年（平成17年）1月：嘉納治五郎杯国際柔道大会 優勝
- 2006年（平成18年）11月：講道館杯全日本柔道体重別選手権大会 優勝
- 2007年（平成19年）2月：フランス国際柔道大会（100kg超級） 優勝
- 2007年4月：全日本選抜柔道体重別選手権大会（100kg超級） 3位
- 2007年4月：全日本柔道選手権大会 3位
- 2007年9月：リオデジャネイロ世界柔道選手権大会（100kg超級） 5位
- 2007年12月：嘉納治五郎杯国際柔道大会（100kg超級） 準優勝
- 2008年（平成20年）2月：フランス国際柔道大会（100kg超級） 5位
- 2008年4月：全日本選抜柔道体重別選手権大会（100kg超級） 優勝

## 書籍

### 著書
- 『ピリオド』幻冬舎、2008年10月。ISBN 9784344015708。
- 『改革』ポプラ社、2016年12月。ISBN 9784591152973。

### 対談
- 越智光夫編著 編「試合で勝つ選手になるために大切なこと」『自分にしかできないことはなんだろう 広島大学「世界にはばたく教養の力」より』PHP研究所、2017年11月。ISBN 9784569837093。

### 監修
- 『心・技・体を強くする！柔道基本と練習メニュー』池田書店、2013年5月。ISBN 9784262163826。
- 近代柔道編集部編 編『21世紀版　柔道　技の大百科 現代の技　未来に残したい技』 Ⅰ（背負投・一本背負投・内股・払腰・大内刈・大外刈）、ベースボール・マガジン社、2015年2月。ISBN 9784583107943。
- 近代柔道編集部編 編『21世紀版　柔道　技の大百科 現代の技　未来に残したい技』 Ⅱ（体落、小外刈、小内刈、支釣込足、袖釣込腰、巴投、横四方固、袈裟固、袖車絞、腕挫十字固ほか）、ベースボール・マガジン社、2015年4月。ISBN 9784583108216。

## DVD
- 『「柔道技術の習得　其の一」 ～東海大学柔道部 上水研一朗による柔道指導～』上水研一朗監修・指導、ティアンドエイチ、2012年。 NCID BB29680203。全国書誌番号:22073062。
  - 実技協力：井上康生／東海大学男子柔道部

## 関連書籍
- 瀬戸環『井上康生 初心でつかんだ金メダル』旺文社、2001年8月。ISBN 9784010724989。
- 折山淑美『眠らないウサギ 井上康生の柔道一直線！』全日本柔道連盟監修、創美社、2002年11月。ISBN 9784420310055。
- 柳川悠二『井上康生が負けた日 北京へ向けた0からのスタート』体育とスポーツ出版社、2004年11月。ISBN 9784884582517。